# Ozan Özkan
Ozan Özkan (* 11. Juni 1984 in Muğla) ist ein türkischer Fußballspieler. 

## Karriere
Özkan begann seine Karriere in der Saison 2004/05 bei seinem Heimatverein Muğlaspor. Er spielte in seiner Debütsaison 28 Spiele und erzielte dabei drei Tore. Zur Saison 2005/06 wechselte er zum damaligen Erstligisten Konyaspor. Für Konyaspor spielte der Abwehrspieler insgesamt lediglich sieben Partien. Er wurde für die Saison an Karşıyaka SK verliehen. Nach der Leihphase blieb er in Izmir.
Bereits nach einer halben Saison wechselte Özkan erneut den Verein und spielte die Rückrunde der Saison 2008/09 für Denizlispor. Es folgten kurzzeitige Stationen bei Mersin İdman Yurdu und Bandırmaspor. Während der Saison 2010/11 war Özkan vereinslos. Seit der Saison 2012/13 spielte er für Samsunspor. Im Sommer 2104 verließ er diesen Klub wieder.